# 過越
過越（すぎこし）またはペサハ（ヘブライ語: פֶּסַח, pesach）とは、ユダヤ教の宗教的記念日。家族が食卓につき、マッツァーやセーデル等の儀式的なメニューの食事をとって祝う。期間はザドク暦では第一のホデシュの14日。ユダヤ暦ではニサン月（政治暦7月、宗教暦正月）14日。ユダヤ暦は太陰太陽暦であり、初日のニサン月15日はグレゴリオ暦3月末から4月頃の満月の日となる。

## 起源
| 言語           | 表記                        |
| -------------- | --------------------------- |
| ヘブライ語     | פָּסַח                         |
| ラテン語       | Pascha                      |
| イタリア語     | Pesach/Pesah Pasqua ebraica |
| フランス語     | Pessa'h/Pâque               |
| スペイン語     | Pascua                      |
| ドイツ語       | Pessach                     |
| オランダ語     | Pesach                      |
| 英語           | Passover                    |
| スウェーデン語 | Pesach                      |
| ハンガリー語   | Pészah (húsvét)             |
| ポーランド語   | Pascha                      |
| ロシア語       | пасха (paskha)              |
| エスペラント語 | Pesaĥo                      |

聖書の出エジプト記12章に記述されている、古代エジプトでアビブ（ニサン）の月に起こったとされる出来事に起源を持つ。エジプトの地で奴隷になっていたイスラエルの民が、モーゼの先導でパレスチナの地に脱出した故事を記念する。
イスラエル人は、エジプトに避難したヨセフの時代以降の長い期間の間に、奴隷として虐げられるようになっていた。神は、当時80歳になっていたモーセを民の指導者に任命して約束の地へと向かわせようとするが、ファラオがこれを妨害しようとする。そこで神は、エジプトに対して十の災いを臨ませる。その十番目の災いは、人間から家畜に至るまで、エジプトの「すべての初子を撃つ」というものであった。神は、二本の門柱と、かもいに、子羊の血がついていない家にその災いを臨ませることをモーセに伝える。つまり、この名称は、二本の門柱と、かもいに、子羊の血のついている家にはその災厄が臨まなかった（過ぎ越された）ことに由来する。
この祭事は、元は遊牧民において冬の宿営地から夏の宿営地へと移動する際に行われていた厄除けのための祭事が起源であり過越とは関係のない祭であったが、上記のような出エジプトにおける過越の伝承と結び付けられてユダヤ教の祭となったと考えられている。種入れぬパンの祭（除酵祭）もまた、起源は過越とは関係のないイスラエル人がカナンに定住するようになった時代の農業祭であったが、過越祭と除酵祭がともに種入れぬパンを食べる習慣を持ち、また祭の時期も近かったため、二つの異なる祭が併合されて一つの祭となったと考えられている。

## 聖書における過越の準備

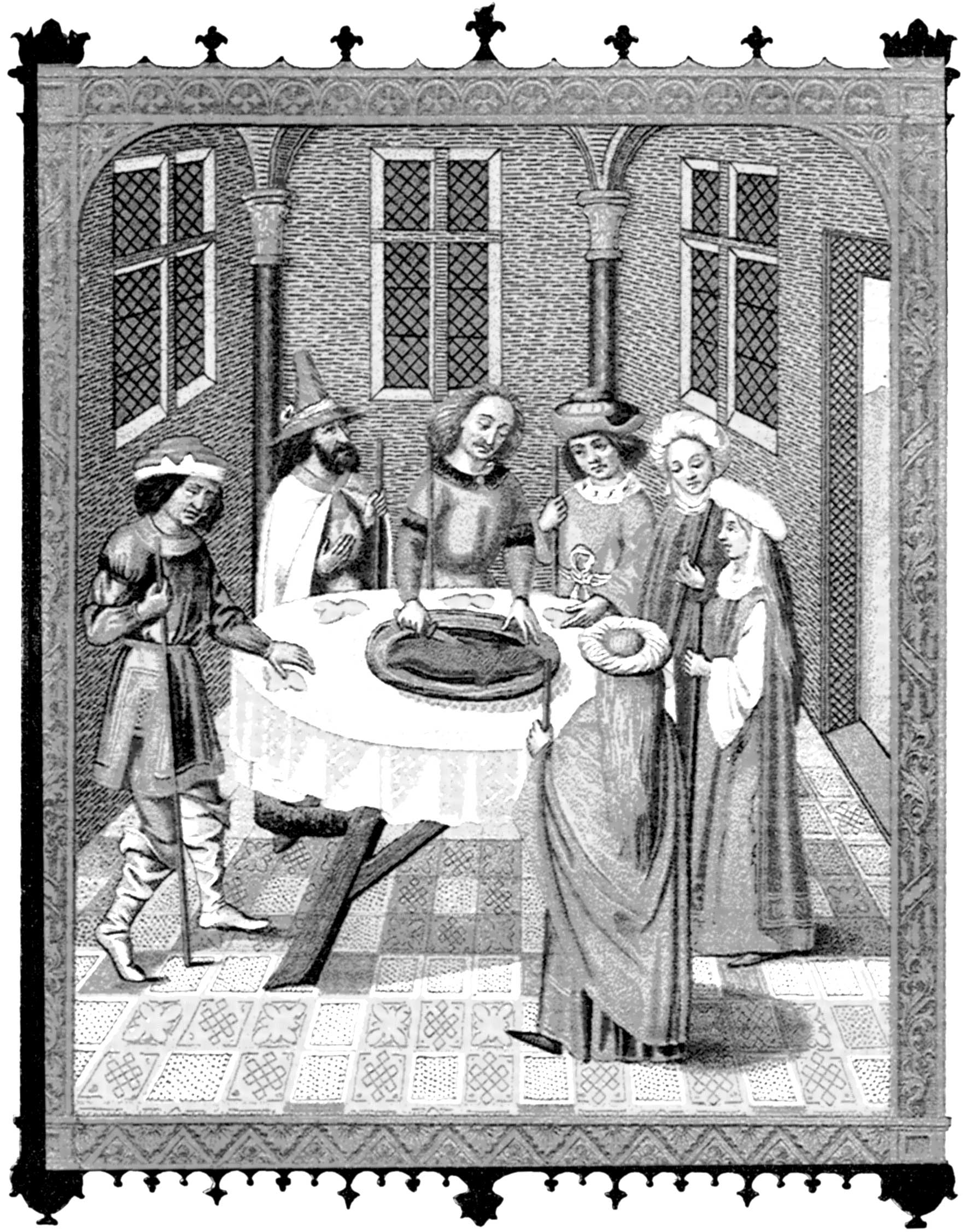
15世紀

現在では行われないものと受け継がれているものがある。
アビブ（ニサン）10日
傷のない雄の子羊、または山羊を選び分ける。
アビブ（ニサン）14日
その羊（または山羊）を屠殺し、その血を家の2本の戸柱と戸口の上部に掛ける。夜にその肉を焼き、酵母の入っていないパン（マッツァー）と苦菜（マーロール）を添えて食べる。生のまま、または煮て食べることは禁止されている。残った肉は火で焼き尽くす必要がある。朝まで残しておいてはいけない。

## 聖書における除酵祭の規定
- エジプトを出発した15日から始まる[9]。
- 神への祭りとして代々祝わなければならない[10]。
- 14日の夕方から21日の夕方まで酵母なしのパン（種なしパン）を食べなければならない[11]。
- 1日目と7日目の聖会の日には仕事をしてはいけない。しかし食べなければいけないものは用意される[12]。
- 安息日の翌日に祭司が穀物の初穂の束を揺り動かす[13]。

## 現代の過越祭（ペサハ）

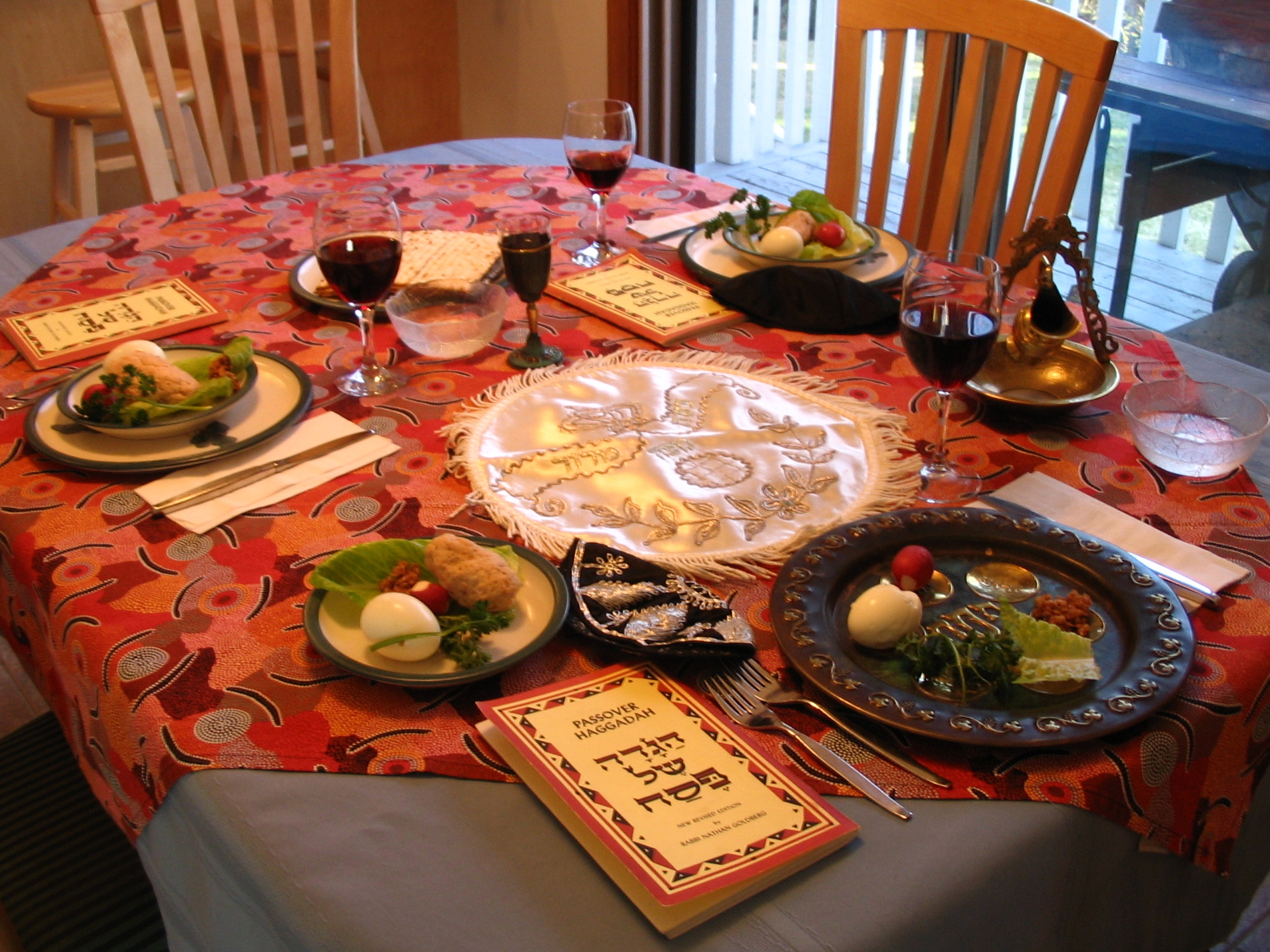
現代のセデル。ハガダー、キッパー、コーシェル・ワイン、セデル・プレートと料理、布巾、マッツァー

聖書の命令に従って、ユダヤ教では今日でも過越祭（除酵祭）を守り行っている。このユダヤ暦のニサン15日から始まる一週間はペサハと呼ばれるユダヤ教の三大祭りのひとつであり、ほとんどのユダヤ教徒がこれを祝う。
期間中は「ハガダー」という「出エジプト」にまつわる書物を読む習わしがある。この祭のあいだ、男子の多くは敬虔の証として「キッパー」という縁なしの帽子をかぶる。

## 食事

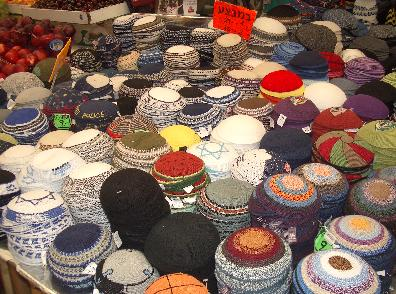
キッパーを売る店（2004年6月、エルサレムにて）

ユダヤ人がモーゼに率いられてエジプトを脱出した時の状況を伝える「出エジプト記」は、エジプト王の追跡を受けたユダヤ人集団はパンに酵母を混ぜて膨らむのを待つだけの時間の余裕がなく、酵母を入れないパンをそのまま食べたと記録する。3月末から4月はじめの1週間、ユダヤの人々は、エジプトを脱出した時の記憶を忘れないよう、酵母でふくらませたパンを食べない。
過ぎ越祭の日の夕食には、以下のものが提供される。
マッツァー種入れぬパン。エクソダスを記憶する。
ゼローア焼いた羊肉。犠牲の羊を象徴する。
ベーツァーゆで卵。神殿崩壊の嘆きを表す。
カルパス春の季節を象徴する緑の野菜。
マーロール苦菜。エジプトで奴隷の境遇に落ちたユダヤ人が流した涙を表す。
ハローセト果汁の練り物。奴隷となったユダヤ人が、エジプト王のために作った煉瓦を表す。
過越祭の食卓で主催者の捧げる祈祷には「今年は異郷の地にあっても、来年こそはエルサレムで！」の文言が含まれる。ディアスポラで全世界に離散したユダヤ人は、数千年にわたって「来年こそはエルサレムで」の文言を毎年唱え続け、シオニズム運動の根拠となった。

## 西暦での対応表
| ユダヤ紀元 | 西暦   | ニサン14日の 日没後開始 | ニサン15日 過越祭 | ニサン21日の 日没前終了 |
| ---------- | ------ | ----------------------- | ----------------- | ----------------------- |
| 5720年     | 1960年 | 4月11日                 | 4月12日           | 4月18日                 |
| 5721年     | 1961年 | 3月31日                 | 4月1日            | 4月7日                  |
| 5722年     | 1962年 | 4月18日                 | 4月19日           | 4月25日                 |
| 5723年     | 1963年 | 4月8日                  | 4月9日            | 4月15日                 |
| 5724年     | 1964年 | 3月27日                 | 3月28日           | 4月3日                  |
| 5725年     | 1965年 | 4月16日                 | 4月17日           | 4月23日                 |
| 5726年     | 1966年 | 4月4日                  | 4月5日            | 4月11日                 |
| 5727年     | 1967年 | 4月24日                 | 4月25日           | 5月1日                  |
| 5728年     | 1968年 | 4月12日                 | 4月13日           | 4月19日                 |
| 5729年     | 1969年 | 4月2日                  | 4月3日            | 4月9日                  |
| 5730年     | 1970年 | 4月20日                 | 4月21日           | 4月27日                 |
| 5731年     | 1971年 | 4月9日                  | 4月10日           | 4月16日                 |
| 5732年     | 1972年 | 3月29日                 | 3月30日           | 4月5日                  |
| 5733年     | 1973年 | 4月16日                 | 4月17日           | 4月23日                 |
| 5734年     | 1974年 | 4月6日                  | 4月7日            | 4月13日                 |
| 5735年     | 1975年 | 3月26日                 | 3月27日           | 4月2日                  |
| 5736年     | 1976年 | 4月14日                 | 4月15日           | 4月21日                 |
| 5737年     | 1977年 | 4月2日                  | 4月3日            | 4月9日                  |
| 5738年     | 1978年 | 4月21日                 | 4月22日           | 4月28日                 |
| 5739年     | 1979年 | 4月11日                 | 4月12日           | 4月18日                 |
| 5740年     | 1980年 | 3月31日                 | 4月1日            | 4月7日                  |
| 5741年     | 1981年 | 4月18日                 | 4月19日           | 4月25日                 |
| 5742年     | 1982年 | 4月7日                  | 4月8日            | 4月14日                 |
| 5743年     | 1983年 | 3月28日                 | 3月29日           | 4月4日                  |
| 5744年     | 1984年 | 4月16日                 | 4月17日           | 4月23日                 |
| 5745年     | 1985年 | 4月5日                  | 4月6日            | 4月12日                 |
| 5746年     | 1986年 | 4月23日                 | 4月24日           | 4月30日                 |
| 5747年     | 1987年 | 4月13日                 | 4月14日           | 4月20日                 |
| 5748年     | 1988年 | 4月1日                  | 4月2日            | 4月8日                  |
| 5749年     | 1989年 | 4月19日                 | 4月20日           | 4月26日                 |
| 5750年     | 1990年 | 4月9日                  | 4月10日           | 4月16日                 |
| 5751年     | 1991年 | 3月29日                 | 3月30日           | 4月5日                  |
| 5752年     | 1992年 | 4月17日                 | 4月18日           | 4月24日                 |
| 5753年     | 1993年 | 4月5日                  | 4月6日            | 4月12日                 |
| 5754年     | 1994年 | 3月26日                 | 3月27日           | 4月2日                  |
| 5755年     | 1995年 | 4月14日                 | 4月15日           | 4月21日                 |
| 5756年     | 1996年 | 4月3日                  | 4月4日            | 4月10日                 |
| 5757年     | 1997年 | 4月21日                 | 4月22日           | 4月28日                 |
| 5758年     | 1998年 | 4月10日                 | 4月11日           | 4月17日                 |
| 5759年     | 1999年 | 3月31日                 | 4月1日            | 4月7日                  |
| 5760年     | 2000年 | 4月19日                 | 4月20日           | 4月26日                 |
| 5761年     | 2001年 | 4月7日                  | 4月8日            | 4月14日                 |
| 5762年     | 2002年 | 3月27日                 | 3月28日           | 4月3日                  |
| 5763年     | 2003年 | 4月16日                 | 4月17日           | 4月23日                 |
| 5764年     | 2004年 | 4月5日                  | 4月6日            | 4月12日                 |
| 5765年     | 2005年 | 4月23日                 | 4月24日           | 4月30日                 |
| 5766年     | 2006年 | 4月12日                 | 4月13日           | 4月19日                 |
| 5767年     | 2007年 | 4月2日                  | 4月3日            | 4月9日                  |
| 5768年     | 2008年 | 4月19日                 | 4月20日           | 4月26日                 |
| 5769年     | 2009年 | 4月8日                  | 4月9日            | 4月15日                 |
| 5770年     | 2010年 | 3月29日                 | 3月30日           | 4月5日                  |
| 5771年     | 2011年 | 4月18日                 | 4月19日           | 4月25日                 |
| 5772年     | 2012年 | 4月6日                  | 4月7日            | 4月13日                 |
| 5773年     | 2013年 | 3月25日                 | 3月26日           | 4月1日                  |
| 5774年     | 2014年 | 4月14日                 | 4月15日           | 4月21日                 |
| 5775年     | 2015年 | 4月3日                  | 4月4日            | 4月10日                 |
| 5776年     | 2016年 | 4月22日                 | 4月23日           | 4月29日                 |
| 5777年     | 2017年 | 4月10日                 | 4月11日           | 4月17日                 |
| 5778年     | 2018年 | 3月30日                 | 3月31日           | 4月6日                  |
| 5779年     | 2019年 | 4月19日                 | 4月20日           | 4月26日                 |
| 5780年     | 2020年 | 4月8日                  | 4月9日            | 4月15日                 |
| 5781年     | 2021年 | 3月27日                 | 3月28日           | 4月3日                  |
| 5782年     | 2022年 | 4月15日                 | 4月16日           | 4月22日                 |
| 5783年     | 2023年 | 4月5日                  | 4月6日            | 4月12日                 |
| 5784年     | 2024年 | 4月22日                 | 4月23日           | 4月29日                 |
| 5785年     | 2025年 | 4月12日                 | 4月13日           | 4月19日                 |
| 5786年     | 2026年 | 4月1日                  | 4月2日            | 4月8日                  |
| 5787年     | 2027年 | 4月21日                 | 4月22日           | 4月28日                 |
| 5788年     | 2028年 | 4月10日                 | 4月11日           | 4月17日                 |
| 5789年     | 2029年 | 3月30日                 | 3月31日           | 4月6日                  |
| 5790年     | 2030年 | 4月17日                 | 4月18日           | 4月24日                 |
| 5791年     | 2031年 | 4月7日                  | 4月8日            | 4月14日                 |
| 5792年     | 2032年 | 3月26日                 | 3月27日           | 4月2日                  |
| 5793年     | 2033年 | 4月13日                 | 4月14日           | 4月20日                 |
| 5794年     | 2034年 | 4月3日                  | 4月4日            | 4月10日                 |
| 5795年     | 2035年 | 4月23日                 | 4月24日           | 4月30日                 |
| 5796年     | 2036年 | 4月11日                 | 4月12日           | 4月18日                 |
| 5797年     | 2037年 | 3月30日                 | 3月31日           | 4月6日                  |
| 5798年     | 2038年 | 4月19日                 | 4月20日           | 4月26日                 |
| 5799年     | 2039年 | 4月8日                  | 4月9日            | 4月15日                 |
| 5800年     | 2040年 | 3月28日                 | 3月29日           | 4月4日                  |
| 5801年     | 2041年 | 4月15日                 | 4月16日           | 4月22日                 |
| 5802年     | 2042年 | 4月4日                  | 4月5日            | 4月11日                 |
| 5803年     | 2043年 | 4月24日                 | 4月25日           | 5月1日                  |
| 5804年     | 2044年 | 4月11日                 | 4月12日           | 4月18日                 |
| 5805年     | 2045年 | 4月1日                  | 4月2日            | 4月8日                  |
| 5806年     | 2046年 | 4月20日                 | 4月21日           | 4月27日                 |
| 5807年     | 2047年 | 4月10日                 | 4月11日           | 4月17日                 |
| 5808年     | 2048年 | 3月28日                 | 3月29日           | 4月4日                  |
| 5809年     | 2049年 | 4月16日                 | 4月17日           | 4月23日                 |
| 5810年     | 2050年 | 4月6日                  | 4月7日            | 4月13日                 |
| 5811年     | 2051年 | 3月27日                 | 3月28日           | 4月3日                  |
| 5812年     | 2052年 | 4月13日                 | 4月14日           | 4月20日                 |
| 5813年     | 2053年 | 4月2日                  | 4月3日            | 4月9日                  |
| 5814年     | 2054年 | 4月22日                 | 4月23日           | 4月29日                 |
| 5815年     | 2055年 | 4月12日                 | 4月13日           | 4月19日                 |

## キリスト教における預言的解釈
洗礼者ヨハネは民衆に対し、イエス・キリストのことを「世の罪を取り除く神の小羊」であると紹介した。これは「苦難の僕」のことであると解されている。その他の様々なヤハウェの預言者も、民の罪を贖う神の子羊（メシア、キリスト）をユダヤ教聖書（キリスト教旧約聖書）に預言している。
そして、ナザレのイエスが不法に処刑されたのはニサン14日（過越の準備の日）であり、民を罪から贖うための犠牲の子羊はイエス・キリストであったと、神の霊感により様々な著者を通して書かれている。。